# Ge mig den tro, som skådar dag
Ge mig den tro, som skådar dag (eller "Giv mig...") är en bönepsalm av William Pearson 1884, översatt av Emanuel Booth-Hellberg 1897. Psalmens enda strof har stora anknytningspunkter med Hebreerbrevets 11:e kapitel i Nya Testamentet, särskilt det som där står om Moses i vers 25-26.
Melodi i 1939 års koralbok är en gammal koral (C-dur 4/4) från 1697 års koralbok och anges i psalmboken vara samma melodi som Misströsta ej att Gud är god (1937 nr 361).
Denna psalm är vers 4 av sång nummer 399 i Frälsningsarméns sångbok, Giv mig den tro som Jesus haft.

## Publicerad som
- Nr 149 vers 4 i Frälsningsarméns sångbok 1929 under rubriken "Helgelse - Bön om helgelse och Andens kraft".
- Nr 231 i 1937 års psalmbok med titeln "Giv mig den tro som skådar dag", under rubriken "Konfirmation".
- Nr 149 vers 4 i Frälsningsarméns sångbok 1968 under rubriken "Helgelse".
- Nr 399 vers 4 i Frälsningsarméns sångbok 1990 under rubriken "Helgelse".